# Dež v Piranu
Dež v Piranu je slovenska TV igra iz leta 1983. 
Profesorjev sin stori samomor, kar ga pekli, na koncu pa izve, da je bila kriva huda bolezen. Svakinja, ki je o tem vedela, mu vest potrdi.

## Kritike
Vesni Marinčič (Delo) se je zdelo obnašanje svakinje zanimivo, saj naj bi ga imela rada. Pohvalila je veliko mero prizadetosti in hkratno zadržanost glavnega igralca in režiserja, odsotnost sprenevedanja obraza in Vipotnikove kamere ter naravno scenografijo tako zunaj kot znotraj, ki je Piran predstavila kot bivališče ljudje, ne pa kot turistično razglednico. Menila je, da režiser in direktor fotografije obvladata medij in ga spoštujeta.

## Zasedba
- Boris Juh
- Marija Benko
- Silva Čušin

## Ekipa
- fotografija: Ubald Trnkoczy
- kamera: Lenart Vipotnik
- scenografija: Seta Mušič
- kostumografija: Eva Pavlin